# Въоръжени сили на Словакия
Въоръжените сили на Словашката република (Ozbrojené sily Slovenskej Republiky) осъществяват отбраната на териториалната цялост и суверенитета на страната. Наброяват близо 16 000 души редовен военен състав и 3800 цивилни служители. Наборната военна служба е отменена през 2006 г. Словакия е член на Организацията на Североатлантическия договор, Европейския съюз и Организацията на обединените нации.

## Военна история
Славянските прадеди на днешните словаци населват териториите на днешна Словакия през V и основно през VI век. В контактната зона между набиращата сила Франкска държава и Аварския хаганат те съумяват да създадат раннославянското Нитранско княжество със столица едноименния словашки град. Впоследствие княжеството е превзето от по-силния си северозападен съсед – Великоморавия, която е считана за държавата предшественик както на Чехия, така и на Словакия. От IX и X век започва обособяването на чехи и словаци като отделни народи. Първите попадат под политическата власт на германските крале и Свещената римска империя, а вторите – под властта на новодошлите маджари, формирали силно кралство в Централна Европа.
Към XVI век в резултат на различни политически процеси и двата народа попадат под властта на Хабсбургите, но различията между тях се задълбочават с течение на времето. Бохемия и Моравия се утвърждават като сравнително богати индустриални региони под властта на австрийците, докато Горна Унгария (под каквото име е известна Словакия чак до разпада на Дунавската монархия) остава изостанал аграрен регион под властта на маджарите. Етническото осъзнаване на словаците като отделен народ започва едва към XVIII век с духа на Просвещението и Новото време, разпространяващ се на континента. Водената политика на „маджаризация“ (културрна асимилация на неунгарското население в границите на „земите на Короната на Свети Стефан“ – Унгария) допълнително засилва тези тенденции и когато унгарците се вдигат на въстание през 1849 г. словаците вземат оръжие срещу тях, подкрепяйки централната власт във Виена. След разгрома на Унгарската революция (1848 – 1849) територията на унгарските земи е разделена на военни губернатури и маджаризацията е временно преустановена, но след военното поражение от прусия в Австро-пруската война през 1866 г. австрийците на свой ред изпадат в положението на слабия фактор в монархията и за ад я спасят постигат компромисния „Аусглайх“ (изравняването на властта на австрийците и унгарците в рамките на Дунавската монархия, създавайки дуалистичната Австро-Унгария), след което „маджаризацията“ се връща с нова сила в унгарските земи. Словашките културни и политически дейци стават все по-убедени привърженици на отделянето на родината им в самостоятелна държава.
Засилващото се междуетническо напрежение между унгарци и словаци се запазва през началото на ХХ век. Основните политически сили на словашкия народ се позиционират съгласно идеята на Панславизма (славянското културно и политическо единство и по-конкретно създаването на държава на чехите и словаците) от една страна и идеята за отделяне на словаците от Унгария в рамките на Дунавската монархия от друга страна. Консенсус е постигнат по заключението, че словаците не могат да останат в рамките на Кралство Унгария, където да бъдат системно подлагани на политическа дискриминация и културна асимилация. Така когато избухва Първата световна война множество словаци (както и чехи), мобилизирани в Имперско-кралската австро-унгарска армия се предават доброволно в плен на Антантата, тъй като отказват да се бият за властта, която ги потиска. Във френската и италианската армии са формирани чехословашки подразделения, известни като Чехословашки легиони, но най-многобройният Чехословашки легион е формиран в руската царска армия, допълнително мотивиран и от панславянската идея. Той се утвърждава като едно от най-боеспособните съединения на Временното руско правителство и до избухването на Октомврийската революция Легионът достига състав от две пехотни дивизии по четири стрелкови полка и численост до 40 000 души. В хаоса на набиращата сила гражданска война в Русия чехословашките части стават неуправляеми за болшевиките и след като отказват да се подчинят на болшевишката заповед да се разоръжат през май 1918 г. започват да воюват за себе си, плячкосвайки и събирайки откупи както от местното население, така и червеногвардейците и белоармейците. Това се подсилва и от създаването на Чехословашка държава на 28 октомври 1918 г. и бойците от легионите желаят най-вече да се приберат в родината си. Легионерите стигат с бой до Владивосток, отхвърляйки местния болшевишки съвет и обявявайки града за протекторат на Съюзниците. След това по-голямата част от тях се отправя обратно на запад по Транссибирската железопътна магистрала. Генерал-майор Станислав Чечек, командир на 1-ва Легионерска дивизия декларира за основна цел на чехословашките легиони възстановяването на Източния фронт на Антантата срещу Германия и Австро-Унгария. Ролята на Чехословашките легиони в Руската гражданска война е особено голяма, тъй като именно те залавят лидера на Белогвардейското движение адмирал Александър Колчак и го предават (в замяна на свободно преминаване на изток) на леви есерски и меншевишки радикали, които го екзекутират в началото на 1920 г. Отстраняването на водача на движението до голяма степен предрешава изхода на войната. До края на 1920 г. чехословашките легионери са евакуирани от Русия през Владивосток и през Съединените щати се прибират в родината си, където създават Легионерска банка, влагайки капиталите си, заграбени в хода на Руската гражданска война. Сред легионерите е и известният чешки писател Ярослав Хашек.

Още преди изтеглянето на основната част от Чехословашките легиони от Русия през 1920 г., между новосъздадените Полска и Чехословашка държави избухва война (Седемдневната война между 23 и 30 януари 1919 г., прекратена под натиска на Върховната комисия на Антантата) и завърналите се от Русия, Франция и Италия чехословашки ветерани формират основната част на чехословашката армия. В резултат на ограничения конфликт, взел около 150 жертви и още около 1500 души ранени и изчезнали областта Заолжие е разделена между двете държави, но най-вече в полза на Чехословакия. Това запазва враждебността между Прага и Варшава, потискана с посредничеството на Франция и Великобритания, тъй като те разчитат на сътрудничеството на тези две държави пред евентуалното възстановяване на германската военна мощ. 
В периода от създаването на Чехословакия до анексирането ѝ от страна на Третия райх страната е в системата от договори известна като Малката Антанта заедно с Кралство Югославия и Кралство Румъния, насочена основно срещу възстановяването на политическата и военна мощ на победените в Първата световна война Австрия, Унгария и България. Високата индустриализация на Бохемия става основа за развитието на мощна военна индустрия основно в лицето на производители като Шкода, Авиа и Летов-Шмолник. Страната произвежда собствени леко стрелково оръжие, артилерийски системи, самолети, танкове, бронирани влакове и железобетонни фортификации. С идването на власт на Адолф Хитлер в Германия политиката ѝ във външен план открито поема в посока на присъединяването на териториите населени с германци към Райха. Това важи особено силно за трите и половина милиона судетски германци. С разпадането на Австро-Унгария те стават граждани на Чехословакия и участват в политическия живот на страната, но със започналата световна икономическа криза от 30-те години на XX век благосъстоянието им се влошава, безработицата се повишава и се засилва популярността на радикални политически сили.
В случая на Судетите това е судетската национал-социалистическа партия, която е верен сателит на германската едноименна партия. Територията, населявана с германско етническо мнозинство в границите на чешките земи представлява почти цялата погранична територия с Германия и Австрия и възлизаща на не по-малко от 30% от общата територия на Чехия. След успешно проведените операции по присъединяване на Рейнската област и Австрия към Райха, Адолф Хитлер отправя претенции и към Судетската област. Великобритания и Франция решават да окажат политически натиск върху чехословашкото правителство да се съгласи с немските претенции, осланяйки се и на уверенията от страна на Берлин, че ако те бъдат уважени, те ще са окончателни и така ще се избегне нова голяма война на континента.
В Мюнхен на 30 септември 1938 г. е подписано Мюнхенското споразумение, с което Судетите в голямата си част се предават на Германия (заедно с мощните погранични фортификации, построени за отразяването на евентуална германска агресия). Това е само началото на разпада на първата Чехословакия и в рамките на половин година тя изчезва от картата на Европа след като Полша ултимативно настоява за и получава Тешинска Силезия, по-късно под германски натиск Чехословакия е принудена да даде автономия на Словакия и Западна Рутения, а след като под нов ултиматум предава словашките територии, населени преимуществено с унгарци и Западна Рутения на Кралство Унгария, Чехословакия е заличена като държава и от останките ѝ на 14 март 1939 г. е провъзгласена независима словашка държава, оглавявана от сепаратистките политици в Братислава. Още на 23 март от новоприсъединената към Унгария Западна Рутения в Словакия нахлуват унгарски войски и след едноседмична унгарско-словашка война (завършила на 31 март) Унгария анексира нови 1700 кв. км. Словашката армия се включва в нахлуването на Вермахта в Полша през септември 1939 г. и воюва с полските части, които са концентрирани основно с отблъскването на германците. С края на военните операции Словакия анексира териториите, оспорвани между Чехословакия и Полша през 1919 г. и предадени на Полша.

### Словашката армия и ВСВ (1941 – 1945 г.)
Словашката войска участва в боевете на Източния фронт малко след започването на Операция „Барбароса“ в състава на 17-а Армия на Вермахта. Силите на словаците достигат до две дивизии и ограничен военновъздушен контингент. След разгрома на германците и техните съюзници в Сталинградската битка ходът на войната се обръща и словашките подразделения водят отбранителни сражения пред настъпващата Червена армия. През лятото на 1944 г. в източната част на Словакия местни комунисти се вдигат на въоръжено въстание в подкрепа на настъпващите съветски фронтове и множество словашки военнослужещи се присъединяват към борбата им. След войната Словакия отново е включена в състава на Чехословакия, този път възстановена като съветска сателитна държава.
Докато по-голямата част от словашките военнослужещи на чехословашката армия преди 1939 г. се присъединяват към словашката армия на независимата Словашка република под управлението на Тисо, немалко словаци остават лоялни на чехословашкото правителство в изгнание на Бенеш и се присъединяват към чехословашките войскови части, формирани от Съюзниците. На Източния фронт на базата на чехословашките военни, присъединили се към полската армия и след разгрома на Полша избягали в Съветския съюз е формирана 1-ва Чехословашка отделна стрелкова бригада (първоначално батальон). На неговата основа е формиран 1-ви Чехословашки стрелкови корпус, подчинен първоначално на 3-та Танкова армия, а впоследствие на 1-ви Украински фронт на Червената армия. Постепенно корпусът нараства от една на пет бригади:
- 1-ва Чехословашка отделна стрелкова бригада (формирана през май 1943 г.)
- 2-ра Чехословашка отделна въздушно-десантна бригада (формирана през май 1943 г.)
- 3-та Чехословашка отделна стрелкова бригада (формирана през юни 1944 г.)
- 1-ва Чехословашка отделна танкова бригада (формирана през август 1944 г.)
- 4-та Чехословашка отделна стрелкова бригада (формирана през февруари 1945 г.)

Освен тях и поддържащите ги подразделения, към Корпуса е прикрепен и
- 1-ви Чехословашки отделен изтребителен авиополк (формиран през юни 1944 г.), прераснал през декември 1944 г. в
- 1-ва Отделна смесена чехословашка авиодивизия (в състав от два изтребителни и един щурмови авиополк).

От тях с най-голяма численост на словаци е 2-ра Въздушно-десантна бригада, формирана от военнопленници от Словашката армия. Бригадата дори десантира в Източна Словакия през лятото на 1944 г., за да подкрепи участниците в Словашкото народно въстание, но след като претърпява значителни бойни загуби и въстанието е потушено, остатъците ѝ преминават линията на фронта, присъединявайки се към Корпуса и до края на войната бригадата воюва като редовна пехота.
На 10 май 1945 г. Корпусът навлиза в Прага, на 17 май в пълен състав провежда парад по улиците на столицата, а на следващия месец на негова база е формирана 1-ва Чехословашка народна армия.
На Западния фронт на Втората световна война чехословашкото правителство в изгнание също формира военни подразделения в състава на британските въоръжени сили. Първоначално това са ескадрили в състава на Кралските военновъздушни сили. Кралските ВВС са силно притиснати от Луфтвафе на Третия райх в Битката за Британия. Особено остър е недостигът на подготвени бойни пилоти. Така с пилоти на бившите чехословашки ВВС, избягали от нацистката окупация, са формирани четири ескадрили в Кралските ВВС:
- Изтребително командване на КрВВС (RAF Fighter Command)
  - 310-а Ескадрила (310 Squadron RAF, формирана на 29 юли 1940 г., разформирована на 15 февруари 1946 г., летяла на Hawker Hurricane и Supermarine Spitfire)
  - 312-а Ескадрила (312 Squadron RAF, формирана на 29 август 1940 г., разформирована на 15 февруари 1946 г., летяла на Hawker Hurricane и Supermarine Spitfire)
  - 313-а Ескадрила (313 Squadron RAF, формирана на 10 май 1941 г., разформирована на 15 февруари 1946 г., летяла на Supermarine Spitfire)
- Бомбардировъчно командване на КрВВС (RAF Bomber Command)
  - 311-а Ескадрила (311 Squadron RAF, формирана на 29 юли 1940 г., разформирована на 15 февруари 1946 г., летяла на Vickers Wellington и Consolidated Liberator)

Освен тях в състава на Британската армия (British Army) първоначално на 1 ноември 1940 г. край Тел Авив, Британска Палестина, е формиран 11-и Чехословашки пехотен батальон – Изток (на английски: 11th Infantry Battalion – East, на чешки: 11. československý pěší prapor – Východní), който воюва в Сирия, Либия и Средиземноморието. По-късно на 7 април отново в Британска Палестина батальонът е разформирован, а личният състав включен в състава на 200е Лек зенитно-артилерийски полк, а през септември 1943 г. чехословашките военнослужещи в Британската армия формират
- 1-ва Чехословашка отделна бронирана бригада (на английски: 1st Czechoslovak Independent Armoured Brigade, на чешки: Československá samostatná obrněná brigáda, на словашки: Československá samostatná obrnená brigáda)

Бригадата влиза в Прага на 18 май 1945 г., осемдни след съветския 1-ви Чехословашки корпус.

### Чехословакия и Студената война
Чехословашката република установява стабилна парламентарна демокрация в годините между двете световни войни и след победата на Съюзниците във Втората световна война чехословашкото правителство в изгнание се завръща в Прага и възстановява тази форма на управление, а военнослужещите, сражавали се основно в британските въоръжени сили се завръщат в страната с идеята да се присъединят заедно с чехословашките части на 1-ви Отделен чехословашки корпус на Червената армия в новоизградена чехословашка войска. Това влиза в разрез с договореното между Рузвелт, Чърчил и Сталин следвоенно разпределение на Европа и чешките и словашките комунисти с тясната подкрепа на Москва правят всичко възможно да узурпират властта в Прага. В периода 1947 – 1948 г. те се разправят с останалите демократични партии и установяват еднопартийна диктатура, което принуждава техните дейци, голяма част от чешката и словашка буржоазия и западно-ориентираните граждани да емигрират. Това се случва в присъствието на съветски войски, разположени постоянно както в Чехословакия, така и в съседните Полша, Източна Германия и Унгария. Чехословашката народна република се присъединява към учредителките на Варшавския договор през 1956 г., но когато през 1967 и 1968 г. чехословашкото правителство под водачеството на Александър Дубчек предприема откриване на страната към Запада и установяване на „Социализъм с човешко лице“, страната на свой ред става жертва на интервенция от страна на съюзничките ѝ в Организацията на Варшавския договор в „Операция Дунав“. Нахлуването е пряко изражение на Доктрината „Брежнев“ (по името на лидера на Съветския съюз Леонид Брежнев), според която запазването на социалистическия строй е отговорност на всички страни в него и кога една социалистическа държава се отклони от него, другите имат зафължението да се намесят и да прекъснат ревизионистката ѝ политика. От страна на Българската народна армия в операцията участва войскови контингент, формиран оснвно от 12-и и 22-ри Мотострелкови полкове.
Към 1989 г. Чехословашката народна армия (Československá lidová armáda – ČSLA) се състои от Сухопътни войски, военновъздушни сили и части на централно подчинение:
МИНИСТЕРСТВО НА НАРОДНАТА ОТБРАНА (Ministerstvo národní obrany) (Прага)
- Генерален щаб на Чехословашката народна армия (Generální štáb Československé lidové armády) (Прага)
  - Сухопътни войски (Pozemní vojsko) (Прага)
    - Западен военен окръг (Západní vojenský okruh) (Чехия, щаб в Табор, оглавяван от Началника на ГЩ на ЧСНА)
      - 1-ва Армия (1. Armáda) (Пжибрам)
        - 1-ва Танкова дивизия (1. Tanková divize) (Слани)
        - 2-ра Мотострелкова дивизия (2. Motostřelecká divize) (Сушице)
        - 19-а Мотострелкова дивизия (19. Motostřelecká divize) (Тахов)
        - 20-а Мотострелкова дивизия (20. Motostřelecká divize) (Карлови Вари)
        - части и подразделения на армейско подчинение

      - 4-та Армия (4. Armáda) (Писек)
        - 4-та Танкова дивизия (4. Tanková divize) (Хавличкув Брод)
        - 9-а Танкова дивизия (9. Tanková divize) (Табор)
        - 3-та Мотострелкова дивизия (3. Motostřelecká divize) (Кромежиж)
        - 15-а Мотострелкова дивизия (15. Motostřelecká divize) (Ческе Будейовице)
        - части и подразделения на армейско подчинение

      - части и подразделения на окръжно подчинение

    - Източен военен окръг (Východní vojenský okruh) (Словакия, щаб в Тренчин, оглавяван от Заместник-началника на ГЩ на ЧСНА)
      - Източна армия (Východná armáda) (Тренчин)
        - 13-а Танкова дивизия (13. tanková divize) (учебна) (Тополчани)
        - 14-а Танкова дивизия (14. tanková divize) (учебна) (Прешов)

      - части и подразделения на окръжно подчинение

  - Военновъздушни сили и противовъздушна отбрана (Vojenské letectvo á Vojska protivzdušné obrany státu) (Прага)
    - подразделения на пряко подчинение на ВВС и ПВО
    - 10-а Въздушна армия (10. Letecká armáda) (Храдец Кралове)
      - 1-ва Изтребителна авиодивизия (1. Stíhací letecká divize) (Бехинье (до Табор))
      - 34-та Изтребително-бомбардировъчна авиодивизия (34. Stíhací bombardovací letecká divize) (Часлав)
      - подразделения на пряко армейско подчинение

    - Командване на Противо-въздушната отбрана на страната (Velitelství protivzdušné obrany státu) (Стара Болеслав)
      - 2-ра Дивизия за ПВО на страната (2. divize protivzdušné obrany státu) (Бърно)
      - 3-та Дивизия за ПВО на страната (3. divize protivzdušné obrany státu) (Жатец)
      - подразделения на пряко подчинение на командването

  - части и структури на централно подчинение

Освен тях на територията на Чехословашката народна република постоянно е разположена Централната група войски (Центральная группа войск – ЦГВ) на Съветската армия:
МИНИСТЕРСТВО НА ОТБРАНАТА НА СССР (Министерство обороны СССР) (Москва)
- Генерален щаб на Въоръжените сили на СССР (Генеральный штаб Вооружённых сил СССР) (Москва)
  - Главно командване на войските на западното направление (Главное командование войск Западного направления) (Легница, Полша)
    - Беларуски военен окръг (Белорусский военний округ) (Минск)
    - Прикарпатски военен окръг (Прикарпатский военний округ) (Лвов)
    - Балтийски флот на ВМФ на СССР (Балтийский флот ВМФ СССР) (Калининград)
    - Група съветски войски в Германия (Группа советских войск в Германии, от 1989 г. Западна група войски (Западная группа войск)) (Вюнсдорф, ГДР)
    - Северна група войски (Северная группа войск (СГВ)) (Легница, Полша)
    - ЦЕНТРАЛНА ГРУПА ВОЙСКИ (Центральная группа войск (ЦГВ))[5] (Миловице)
      - 28-и армейски корпус (28-й Армейский корпус) (Оломоуц)[6]
        - 31-ва танкова дивизия (31-я танковая Висленская Краснознамённая, орденов Суворова и Богдана Хмельницкого дивизия) (Брунтал)
        - 30-а гвардейска мотострелкова дивизия (30-я гвардейская мотострелковая Иркутско-Пинская орденов Ленина и Октябрьской Революции, трижды Краснознамённая, ордена Суворова дивизия имени Верховного Совета РСФСР) (Зволен)
        - части и подразделения на корпусно подчинение

      - 15-а гвардейска танкова дивизия (15-я Гвардейская танковая Мозырская Краснознамённая, ордена Суворова дивизия) (Миловице)
      - 18-а гвардейска мотострелкова дивизия (18-я Гвардейская мотострелковая Инстербургская Краснознамённая, ордена Суворова дивизия) (Млада Болеслав)
      - 48-а мотострелкова дивизия (48-я Мотострелковая Ропшинская ордена Октябрьской Революции, Краснознамённая дивизия имени М. И. Калинина) (Високе Мито)
      - части и подразделения на корпусно подчинение
      - Към Централната група войски оперативно е прикрепена:
        - 131-ва смесена авиодивизия (131-я Смешанная авиационная дивизия) (Миловице, летище Божи Дар)

С края на Студената война и разпада на Организацията на Варшавския договор (ОВД) Централната група войски е изтеглена от територията на Чехословакия, като последните нейни части напускат територията на страната на 21 юни 1991 г. Чехословашката народна република е трансформирана във федерална република Чехо-Словакия, но противоречията между двете държавообразуващи части се засилват и ръководствата им решават да се разделят по мирен път, което става факт на 1 януари 1993 г.

## Структура
МИНИСТЕРСТВО НА ОТБРАНАТА НА РЕПУБЛИКА СЛОВАКИЯ (Ministerstvo obrany SR) (Братислава)
- Учебен център Лещ (Centrum výcviku Lešť)
- Акредитиран сертификационен орган на МО РС (Akreditovaná certifikačná autorita MO SR)
- Електронен регистър на МО РС (Elektronická podateľňa MO SR)
- Военна полиция (Vojenská polícia)
- База за оборудване с отпаднала необходимост Немечка (Základňa nepotrebného majetku Nemecká)
- Въоръжени сили на Република Словакия (Ozbrojené sily SR)
  - Генерален щаб (Generálny štáb) (Братислава)
    - Командване на Сухопътните войски (Veliteľstvo pozemných síl) (Тренчин)
      - Батальон за командна поддръжка (Prápor podpory velenia) (Тренчин)
      - База за мобилни комуникационно-информационни системи (Základňa mobilných KIS)
      - Учебен батальон (Prápor výcviku)
      - 1-ва Механизирана бригада (1. Mechanizovaná brigáda)
        - Командване и щаб на бригадата (Veliteľstvo a štáb brigády) (Тополчани)
        - Рота за командна поддръжка (Rota podpory velenia)
        - Разузнавателна рота (Prieskumná rota)
        - 11-и Механизиран батальон „Капитан Ян Францишек“ (11. Mechanizovaný prápor „kapitána Jána Francisciho“) (Мартин)
          - Командване и щаб на батальона (Veliteľstvo a štáb práporu)
          - 3 механизирани роти на БМП BVP-2 (3 mechanizované roty na vozidlách BVP-2)
          - Рота за бойна поддръжка на БТР OT-90 (Rota bojovej podpory)
          - Рота за бойно осигуряване (Rota bojového zabezpečenia)

        - 12-и Механизиран батальон (12. Mechanizovaný prápor) (Нитра)
          - Командване и щаб на батальона (Veliteľstvo a štáb práporu)
          - 3 механизирани роти на БМП BVP-2 (3 mechanizované roty na vozidlách BVP-2)
          - Рота за бойна поддръжка на БТР OT-90 (Rota bojovej podpory)
          - Рота за бойно осигуряване (Rota bojového zabezpečenia)

        - 13-и Механизиран батальон (13. Mechanizovaný prápor) (Левице)
          - Командване и щаб на батальона (Veliteľstvo a štáb práporu)
          - 3 механизирани роти на БМП BVP-2 (3 mechanizované roty na vozidlách BVP-2)
          - Рота за бойна поддръжка на БТР OT-90 (Rota bojovej podpory)
          - Рота за бойно осигуряване (Rota bojového zabezpečenia)

        - „Ясловски“ реактивен артилерийски дивизион (Jaslovský raketometný oddiel)
        - Инженерен батальон (Ženijný prápor) (Серед)
        - Батальон за ЯХБЗ (Prápor RCHBO) (Рожнява)
        - Батальон за логистична поддръжка (Prápor logistickej podpory) (Тополчани)
        - Инженерна техническа рота (Ženijná technická rota)

      - 2-ра Механизирана бригада „Генерал Рудолф Виест“ (2. mechanizovaná brigáda „generála Rudolfa Viesta“)
        - Командване и щаб на бригадата (Veliteľstvo a štáb brigády) (Прешов)
        - Рота за командна поддръжка (Rota podpory velenia)
        - Разузнавателна рота (Prieskumná rota)
        - Център за гражданско-военно сътрудничество и психологически операции (Stredisko CIMIC a PSYOPS)
        - 21-ви Смесен механизиран батальон (21. Zmiešaný mechanizovaný prápor) (Требишов)
          - Командване и щаб на батальона (Veliteľstvo a štáb práporu)
          - Механизирана (танкова) рота на ОБТ Т-72 (1 mechanizovaná rota vybavená 17 tankmi T-72)
          - 2 механизирани роти на БМП BVP-1 (2 mechanizované roty na vozidlách BVP-1)
          - Рота за бойна поддръжка на БТР OT-90 (Rota bojovej podpory)
          - Рота за бойно осигуряване (Rota bojového zabezpečenia)

        - 22-ри Механизиран батальон „Генерал Микулаш Маркус“ (22. Mechanizovaný prápor) (Михаловце)
          - Командване и щаб на батальона (Veliteľstvo a štáb práporu)
          - 3 механизирани роти на БМП BVP-1 (3 mechanizované roty na vozidlách BVP-1)
          - Рота за бойна поддръжка на БТР OT-90 (Rota bojovej podpory)
          - Рота за бойно осигуряване (Rota bojového zabezpečenia)

        - 23-ти Моторизиран батальон (23. Motorizovaný prápor) (Требишов)
          - Командване и щаб на батальона (Veliteľstvo a štáb práporu)
          - 3 моторизирани роти (3 motorizované roty)
          - Рота за бойна поддръжка (Rota bojovej podpory)
          - Рота за бойно осигуряване (Rota bojového zabezpečenia)

        - Батальон ISTAR (Prápor ISTAR) (Прешов)
        - Самоходен артилерийски дивизион (Samohybný delostrelecký oddiel) (Михаловце)
          - Командване и щаб на дивизиона (Veliteľstvo a štáb oddielu)
          - Батарея за командна поддръжка (Batéria podpory velenia)
          - 2 самоходни гаубични батареи със SKH vz. 2000 Zuzana 155 mm (2 batérie 155 mm samohybná kanónová húfnica vz. 2000 Zuzana)
          - 1 самоходна гаубична батарея със SKH vz. 77 Dana (1 batéria 152 mm samohybná kanónová húfnica vz. 77 Dana)

        - „Шаришки“ батальон за логистична поддръжка („Šarišský“ prápor logistickej podpory) (Прешов)
        - Инженерна техническа рота (Ženijná technická rota)

      - Бригада за бойно осигуряване (Brigáda bojového zabezpečenia)
        - Командване и щаб на бригадата (Veliteľstvo a štáb brigády) (Хлоховец)
        - Логистичен батальон Хлоховец (Prápor logistiky Hlohovec)
        - Логистичен батальон Тополчани (Prápor logistiky Topoľčany)
        - Ремонтен батальон (Opravárenský prápor) (Мартин)
        - Батальон за логистично осигуряване (Prápor CSS) (Хлоховец)

    - Командване на Военновъздушните сили (Veliteľstvo Vzdušných síl) (Зволен)
      - Крило за командване, контрол и наблюдение на Военновъздушните сили (Krídlo velenia, riadenia a prieskumu Vzdušných síl) (Зволен)
        - Център за управление на въздушните операции (Centum riadenia vzdušných operácií) (Зволен)
        - Батальон за радиолокационно наблюдение (Prápor rádiolokačného prieskumu) (Зволен)

      - Тактическо крило „Генерал-майор Ото Смик“ (Taktické krídlo generálmajora Otta Smika) (авиобаза Слиач – Зволен)
        - 1-ва Ескадрила (изтребителна) (1. Letka): МиГ-29АС/УБС
        - 2-ра Ескадрила (учебно-бойна) (2. Letka): L-39CM/ZAM

      - Вертолетно крило „Генерал-полковник Ян Амбруш“ (Vrtuľníkové krídlo generálplukovníka Jána Ambruša) (авиобаза Прешов)
        - 1-ва Ескадрила за обучение и търсене и спасяване (1. Výcviková a LPZS letka): Ми-17ЛЗПС
        - 2-ра Транспортна вертолетна ескадрила (2. Dopravná vrtuľníková letka): Ми-17M, през 2017 г. преминава на UH-60M
        - Ескадрила за техническо обслужване и войскови ремонт (Technická letka opráv a predpísaných prác)

      - Транспортно крило „Генерал Милан Растислав Щефаник“ (Dopravné krídlo generála Milana Rastislava Štefánika) (авиобаза Малачки – Кучиня)
        - 1-во Транспортно звено (1. Dopravný roj): C-27J
        - 2-ро Транспортно звено (2. Dopravný roj): L-410

      - Противовъздушна ракетна бригада (Protilietadlová raketová brigáda) (Нитра)
      - 1-ва Противовъздушна ракетна група (1. Protilietadlová raketová skupina): 1 батарея ЗРК С-300ПМУ
      - 2-ра Противовъздушна ракетна група (2. Protilietadlová raketová skupina): 5 батареи ЗРК 2K12 „Куб“

    - 5-и Полк със специално назначение (5. Pluk špeciálneho určenia) (Жилина)
      - Командване, щаб и логистика (Veliteľstvo, štáb a logistika)
      - 1-ва – 4-та групи със специално предназначение (4 oddiely špeciálneho určenia)
      - 5-а Група за специална поддръжка (5. Oddiel špeciálnej podpory)
      - Тилово-техническа група (Tylovo-technická skupina)
      - Учебна група (Výcvikový oddiel)
      - Рота за специална свръзка (Rota špeciálneho spojenia)
      - Полкови медицински център (Plukovné obväzište)

    - Национален център за импровизирани взривни устройства (Národné centrum EOD)
    - Стационарна база за комуникационно-информационни системи (Základňa stacionárnych KIS)
    - Служба на Главния лекар на ВС РС (Úrad hlavného lekára)
    - Служба за личен състав на ВС РС (Personálny úrad OS SR)
    - Почетна стража на Президента на Република Словакия (Čestná stráž Prezidenta SR)
    - Служба за логистично осигуряване (Úrad logistického zabezpečenia)
    - Военна авиационна служба на ВС РС (Úrad vojenského letectva MO SR Bratislava)
    - Гарнизонно командване Братислава (Veliteľstvo posádky Bratislava)